# キャッシュレス・消費者還元事業
日本におけるキャッシュレス・消費者還元事業（キャッシュレス・しょうひしゃかんげんじぎょう）とは、2019年10月1日の消費税増税による景気の落ち込みを緩和するために、経済産業省が2020年6月30日まで実施していた政策である。一般社団法人キャッシュレス推進協議会が実務を行っている。

## 概要
消費者が物品購入等の際に電子マネーやスマホ決済、クレジットカードなどにより、現金以外のキャッシュレス決済を行った場合、支払先が中小企業のときは5％、フランチャイズ店舗のときは2％の還元を受けることができる。
またキャッシュレス決済システムの普及を促進するために、加盟店手数料の1/3を国が補助（3.25%以下への引下げが条件）する制度や、決済端末導入費用の2/3を国が負担する制度も整備された。
原則として決済事業者がポイント還元をすることにより行うが、事前に認められた場合に限り会計時に還元分の値引き（いわゆる即時還元）をしたり、還元分を請求額と相殺したり、還元分をチャージ残高に後日付与したりすることも認められている。還元方法は加盟店や決済手段によって異なり、顧客が選択することは出来ない。
また、加盟店によっては全ての決済手段が還元対象になっているわけではなく、店頭に還元対象となる決済手段が掲示されている。大手コンビニエンスストアの大半の店舗では即時還元により本事業に参加している。

## 対象外となる取引
以下については還元の対象外である。
- 有価証券等、郵便切手類、印紙、証紙、物品切手 等（商品券、プリペイドカード 等）
- 自動車の販売
- 新築住宅の販売
- 当せん金付証票（宝くじ）等の公営ギャンブル
- 収納代行サービス、代金引換サービスに対する支払い
- 給与、賃金、寄付金 等
- その他、本事業の目的・趣旨から適切でないと経済産業省及び補助金事務局が判断するもの

## 予算
2019年度当初予算で2,798億円が計上されていたものの、利用が想定を超えていたため補正予算で1497億円を追加。2020年度当初予算では2703億円が計上された。

## 問題点
- この制度ではイオンやイトーヨーカドーなどの大手企業が運営する店舗は対象外となるため不公平感を生むと指摘されている[2]。
- この政策によりキャッシュレス決済を使う人が増えたため決済端末の操作など店側の負担が増えている[3]。
- 複数のキャッシュレス決済と契約を行っている場合、各々の決済事業者に対して本事業の申請する必要があった[4]。
- 還元方法やどこで使われているか、また何のキャッシュレス方法が対象かがわかりにくいという指摘もある[5]。
- この政策によってキャッシュレスを導入することを強制しているとの指摘もある[6]。
- 本サービスによる即時還元以外のサービスを受ける場合、消費者側で予め登録が必要となる決済手段があり、その手続きが完了しないとたとえ対象の決済手段であっても還元されなかった。